# یوهان بولی
یوهان بولی (انگلیسی: Yohan Boli؛ زادهٔ ۱۷ نوامبر ۱۹۹۳) بازیکن فوتبال اهل فرانسه است.
از باشگاه‌هایی که در آن بازی کرده‌است می‌توان به باشگاه فوتبال سنت ترویدنس اشاره کرد.
وی همچنین در تیم ملی فوتبال ساحل عاج بازی کرده‌است.